# Sakové

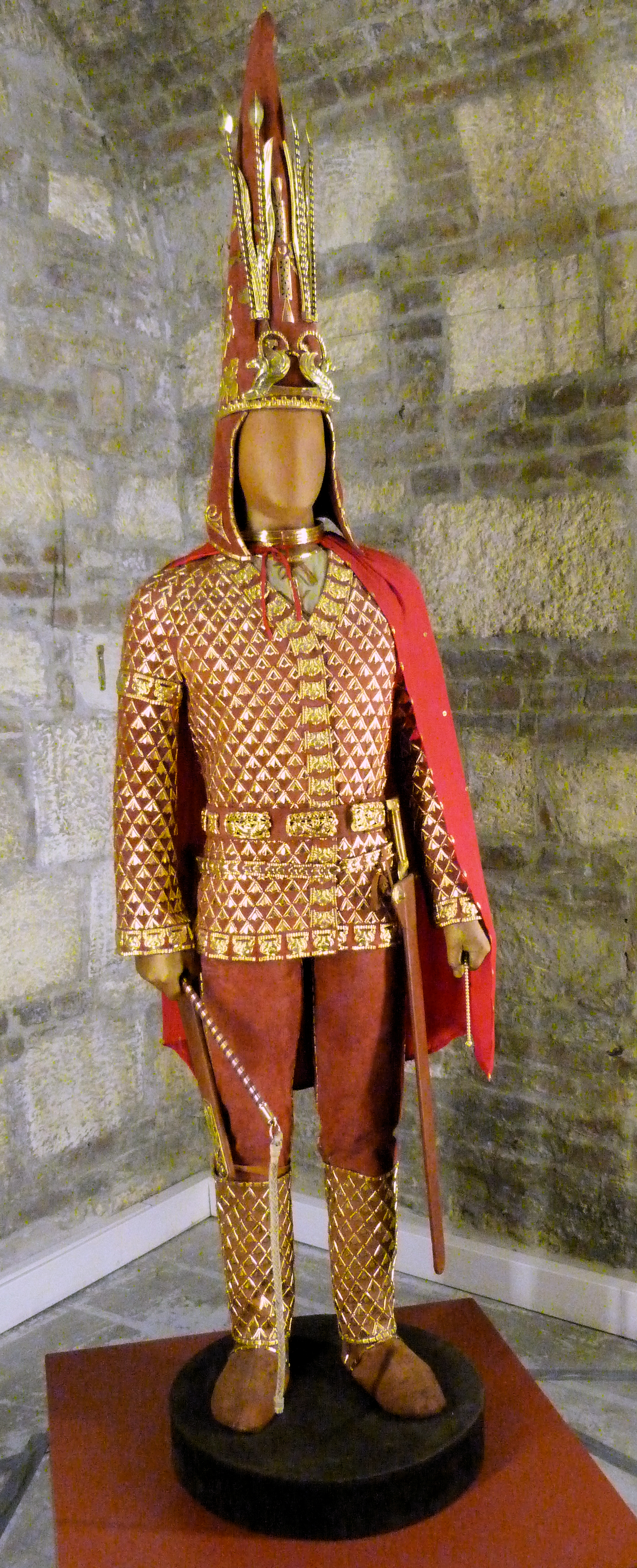
Reprezentační šlechtická zbroj ve stylu katafraktů, známá také jako „Zlatý válečník“, z Issyk kurganu, historického pohřebiště poblíž bývalého hlavního města Almaty v Kazachstánu, asi 400-200 př. n. l.

Sakové (též Šakové, staropersky Sakā, starořecky Σάκαι, Sákai, latinsky Sacae) byli příslušníci podskupiny íránských nomádských kmenů Skytů, kteří se v době mezi 6. stoletím př. n. l. – 3. stoletím pohybovali napříč Persii až po Čínu, resp. mezi eurasijskou stepí a tarimskou pánví. V 6. století př. n. l. jim vládl  Skuncha, známý z reliéfu a popisky na Behistunském nápisu. 
Ačkoliv Sakové byli úzce příbuzní,  často spojenci a spolubojovníci sousedních kmenů, přece se odlišovali od Skytů z pontské stepi a Massagetů z oblasti Aralského jezera, i když jsou součástí širších skytských kultur. Stejně jako Skytové jsou i Sakové nakonec spojováni s ranou andronovskou kulturou. Jejich jazyk tvořil součást skytských jazyků. Mezi významné archeologické ostatky Saků patří Aržan, Tunnug, pohřebiště Pazyryk a Issyk kurgan, kurganské hrobky, tasmolské mohyly a možná Tillia tepe.
Ve 2. století před naším letopočtem bylo mnoho Saků vytlačeno Jüe-či ze stepí v Sogdianě a Baktrii, a poté pronikli na severozápad indického subkontinentu, kde byli známí jako Indoskythové. Na území Indie založili království Indoskythů a později říši Západních kšatrapů. Jiná část Saků napadla Parthskou říši a nakonec se usadila v Sistánu, zatímco jiní se možná přesunuli do Dianu v Jün-nanu na území Číny. V oblasti tarimské pánve a pouště Taklamakan v severozápadní Číně se usadili v Chotanu, Jarkendu, Kašgaru a dalších místech, která byla v různých dobách vazaly větších mocností jako Říše Chan a Říše Tchang.